# Você Mente (canção)
"Você Mente" é uma canção do cantor brasileiro Zé Felipe. A canção foi gravada e incluída em seu álbum de estreia intitulado Você e Eu, e foi lançada como segundo single do álbum no dia 9 de fevereiro de 2015.

## Composição
A canção é composta por Marquinhos Maraial, Beto Caju e Renato Moreno.

## Videoclipe
No dia 28 de setembro de 2014 a canção ganhou um videoclipe, lançado no canal da Vevo do próprio. O clipe foi gravado na cidade de Sorocaba (cidade que se localiza no interior de São Paulo) e segue um casal que proíbe tentar parar de brigar mas que, no fim, se entende.

## Lista de faixas
| Download digital |              |         |  |
| N.º              | Título       | Duração |  |
| 1.               | "Você Mente" | 3:04    |  |

## Desempenho nas tabelas musicais
| Tabela musical (2015)                     | Melhor posição |
| ----------------------------------------- | -------------- |
| Brasil - Billboard Brasil Hot 100 Airplay | 5              |

## Histórico de lançamento
| Região | Data                   | Formato(s)       |
| ------ | ---------------------- | ---------------- |
| Brasil | 9 de fevereiro de 2015 | Download digital |